# ランティス組曲 feat.Nico Nico Artists
「ランティス組曲 feat.Nico Nico Artists」（ランティスくみきょく フィーチャリング・ニコニコアーティスツ）は、ランティスより発売された楽曲をメドレーにし、動画共有サイト「ニコニコ動画」で人気の歌い手が歌唱した楽曲。シングルは2008年3月5日にLantisから発売された。

## 概要
ニコニコ動画とランティスの公式コラボレーション企画の第一弾。
本作ではランティスより発売された34曲の楽曲を、Elements Gardenの上松範康、菊田大介が、動画共有サイト「ニコニコ動画」で人気を誇る動画「組曲『ニコニコ動画』」のように「組曲」としてメドレー形式に繋ぎ、編曲したものを「ニコニコ動画」において人気の歌い手11人が歌唱した楽曲を収録している。
参加者は2008年1月21日にJ、ゴム、1月25日にnayuta、1月28日にRe:、2月1日にのど飴、2月8日にA姉、yonji、2月15日に社長、2月22日にサリヤ人、ゼブラの順で発表され、レコーディング当日にガゼルが飛び入り参加している。

## 制作の過程

### 発売に至った経緯
本作の発売に至ったのは、ドワンゴの企画制作部部長で、本作のプロデューサーである齋藤光二が、ニコニコ動画内で人気の歌い手、楽器の演奏者、踊り手などの動画を視聴していたところ、「この人気の歌い手を集結させて、ユーザーも一緒にライブで歌って盛り上がれるイベントができないか? 権利関係をクリアした人気楽曲を集めて、ユーザーが歌ったり、編集したりして遊べる音源を提供できないか?」と思い立ったことに由来する。この企画は早い段階から考えられていたが、2007年の秋頃まで温存されていた。
ライブ化やCD化を実現するには権利問題がネックになっていたが、齋藤がプロデューサーを務めた「Animelo Summer Live」で「お世話になった」というランティスに交渉したところ、本作の音楽プロデューサーでニコニコ動画のファンである斎藤滋と意気投合し、企画がスタートすることになった。なお、ランティスは2007年12月26日に発売された『らき☆すたRe-Mix002〜『ラキスタノキワミ、アッー』【してやんよ】〜』に「組曲『らき☆すた動画』」を収録したほか、JAM Projectの楽曲「Rocks」をニコニコ動画のユーザーが自由にリミックスし、投稿できる「JAM Project公式リミックス祭 in ニコニコ動画」を開催するなど、本作を発売する以前にもニコニコ動画に関連した企画を展開していた。

### 参加者の選出
当初、齋藤は「何ができるか」「何をしたら面白いか」という発想で、「とにかくニコニコ動画の『歌ってみた』系の動画を片っ端から観まくった」という。また、動画の再生数やコメント数だけに囚われないように、斎藤とも話し合いを重ねた。
歌い手は、ニコニコ動画の初期の頃から活躍していた者だけでなく、声やネタなどに個性のある者、また、個性に加えてハーモニーなどレコーディングで期待以上の力を発揮してくれそうな者、全員で歌ったときに楽しくニコニコできる者など、総合的に考えて選出され、一人一人に出演を交渉した。その際、「同人活動をしたい」などの事情により断られたり、候補に挙がりつつもスケジュールやバランスなどの関係で交渉を断念した歌い手もいたが、齋藤は、最終的に集まった11人の歌い手について、「『歌い手の無駄遣い』ができたなぁという意味では満足しています」と語っている。
歌い手を集めたのは齋藤だが、アレンジャーや演奏家を用意したのは斎藤であり、当初はアレンジャーをニコニコ動画のユーザーから起用するという案もあったが、「せっかくニコニコ動画の外で作品を発表するのだから、ニコニコ動画でできるのと同じことをしても仕方がない。われわれプロが手がける作品だからこそ『本気』で新しい音を提示しよう」という意欲から、今回のメンバーを揃えることになった。

### レコーディング
齋藤は、歌い手の11人のスケジュールを調整し、同じ時間・同じ場所に集めることが最も苦労したと語っている。ただし、本作のコンセプトとして「同じ日、同じ場所に全員が集まって、オフ会のように楽しく歌う」があったため、それぞれ別々に録音することは考えなかったという。また、「声のオーケストラ」を目指していたため、楽団員同士のコミュニケーション、結束というのが大事になるという理由から、歌い手全員に楽曲のイメージを伝えた後、歌い手同士がメールを共有できる環境にし、参考用のオリジナル音源、オーケストラのサンプル、楽譜などをやりとりし、コミュニケーションを取り合い、ハーモニーやネタなどのアイデアを交換してメンバー同士の親交を深めた。なお、中には既に面識のあるメンバーもいたという。
レコーディングは、12人編成のストリングスが用意されるなど、通常のアニメソングでもあまりやらない贅沢な仕様で行われ、齋藤は「正直、ドワンゴの私としては、ランティスの本気ってどこまでやるんだ! と驚きを通り越して怖くなりましたね」と語っている。また、人数が多いため、スタジオに入れ替わり立ち代わりで、その場でパート分けをし、メロディやハーモニーを覚えたりアレンジしながらの進行となり、歌入れのスタジオレコーディングだけで約18時間を要した。レコーディング開始前には地方から来たメンバー同士の土産交換もあり、「同じ日、同じ場所に全員が集まって、オフ会のように楽しく歌う」というコンセプト通り、終始和気あいあいとした雰囲気でのレコーディングとなった。

## 作風
本作は「大きな話題となってユーザーに色々と遊んでもらえるようなものを目指そう」というコンセプトの元で行われた企画であり、「完璧なものを作ってしまうと、ニコニコ動画の混沌とした部分とか、渾然一体としたものが出ない」「（ユーザーが）編集する隙のないものを出していたら、ランキングからすぐに落ちてしまって、愛されない」という理由から、生々しさを出すために、あえてグダグダになっていたり、ネタに走っている部分もあり、多少音程が外れている部分も、「それも場の空気・楽しさ」と、そのまま収録された。また、「ランティスの歴史を振り返る」という側面もあり、メドレーには初期の楽曲も含まれているが、参加した歌い手の中には、若さ故に初期の楽曲を知らない者が多かったという。
ジャケットはニコニコ動画の動画ページから参加者の名前が飛び出しているイラストになっている（ただし、レコーディング当日に飛び入り参加したガゼルの名前は無い）。このジャケットは2008年2月15日に公開されたが、当時はサリヤ人、ゼブラの参加が未発表だったため、当該箇所にはモザイク処理が施された状態で発表されており、2月22日に参加者の最終発表が行われた段階でモザイク無しの正規のジャケットが公開された。また、次作『ランティスの缶詰 by Nico Nico Artists』のジャケットでも、本作と同じくニコニコ動画の動画ページを基調としたイラストが描かれている。

## 評価
オリコンでは、2008年3月4日付デイリーチャートで初登場9位を記録し、3月17日付週間チャートでは17位にランクインした。これは、ニコニコ動画内で時報によるPRを行なった以外は、ほぼ宣伝を行なっていなかった中での高順位であり、齋藤は「J-POPのアーティストに混ざって発売初日にオリコン9位にランクインしたことは、非常に誇らしく感じています」と語っている。
しかし、好調な売り上げとは裏腹に、ニコニコ動画や2ちゃんねるのユーザーから「編曲が酷すぎる」「歌い手の個性を潰した」「曲がマニアック過ぎる」などの批判が飛び交い、通販サイト「Amazon.co.jp」のレビューでも最低評価の★1つという書き込みが目立つなど、激しいバッシングに見舞われた。さらに、ランティスのクレーム係には「こういう選曲をして申し訳なかったと、ランティスは謝るべきだ」「今回のクオリティが低い事に関して、経緯報告をするべきだ」といった、謝罪を要求するメールが多く寄せられる事態となり、これについて斎藤は「そういうメールを出す人に限って、名前を名乗っていなかったりする。何か、時代を感じましたね。『謝れ症候群』というか、謝らせるのが好きなのかな。もうちょっとね、マナーとモラルがあるといいなぁ、とは思ってしまいますね」と苦言を呈しており、齋藤も「CDを買わなくて、ただその劣化コピーがアップされているのを聴いて『謝れ!』って、それは違うとは思う」と語っている。また、一部では「商業主義だ」という批判もあったが、齋藤は「ビジネス的な成功は二の次。大ヒットなんてそんなに甘いものではないですから」と一蹴している。
ただし、この事態は制作時からある程度想定されていたもので、「これやったら叩かれるだろうな」と予想したうえで選曲などを決定しており、アレンジャーの上松範康と菊田大介も、あらかじめ斎藤が「多分めちゃくちゃ叩かれると思うけど、いいですか?」と前置きをしたうえで起用されている。齋藤は批判について「ちょこっとだけ凹んだ。『そこまで言わなくても』ってのはありました」と漏らしつつも、「誰からも注目されずスルーされてしまう作品のほうが一番悲しいでしょ? アンチの方々も巻き込みながら、このCDに対する大きな反響があればいい。彼らだってポジティブに考えればファンの一人なんですから」と語っており、参加した歌い手も、「叩きなんて、放っておけばいい」程度の反応で、バッシングにはほとんど影響されなかったという。
発売から3週間ほど経過すると、徐々にバッシングが沈静化し、当初の批判的な意見とは逆に、「何回もリピートして慣れた」「批判しているうちに好きになってしまった」といったコメントが増え、「噛めば噛むほど」という意味合いから「するめ組曲」という称号も付いた。また、4月中旬になってニコニコ市場ランキングで3位への返り咲きを記録し、楽曲に映像を付ける、歌い直す、再編集するといった動画もアップロードされている。

## カバー・別バーション
2008年4月7日、着うたという形でランティス組曲のJAM Projectパート（「鋼の救世主」 - 「SKILL」）を軟鉄兄弟が歌った「ランティス組曲（JAM Project Medley）」が配信された。軟鉄兄弟は、高音に伸びのある熱い歌声が特徴の軟鉄一号（やまだん）と、重厚で熱い歌声が特徴の軟鉄二号（湯毛）によるユニット。
2009年に設立10周年記念のライブイベント「ランティス祭り」が開催されるのに伴い、それに先駆けて発売されたベスト盤「Lantis 10th anniversary Best」の両タイトル（「090926」「090927」）をキャンペーン対象店舗にて同時購入した場合の特典として、この曲をランティス所属アーティストによる歌唱で再録したシングル「ランティス組曲 feat.Lantis Artists」が数量限定でプレゼントされた（オリジナルアーティストによる歌唱ではなく、影山ヒロノブ・遠藤正明・きただにひろし・奥井雅美・yozuca*・rino・橋本みゆき・美郷あき・飛蘭による新録バージョンである）。
2014年には、ランティス設立15周年企画の一つとして2008年以後のランティス楽曲も含めたランティス主要所属アーティスト歌唱による新組曲作品「ランティス組曲 2014」を8月27日に発売。当初は7月2日に発売予定だった。

## 参加アーティスト
J
組曲『ニコニコ動画』の「歌ってみた」においてトップの再生数を誇る。石原良純の声に似ている(本人もネタにしている)。また、「組曲『ニコニコ動画』 Version J」と「天気予報が当たらない（Version J）」で歌い手としてニコニコ史上2人目のダブルミリオン（1人で百万再生を2作品）を達成した。
ゴム
「思い出は億千万」が有名。歌の途中でキーを上げる、切れるなどのパフォーマンス、ボケ担当の部分も多い。
nayuta
ウィスパーボイスで、バラード曲を歌うことが多い。いわゆるアニメ声である。涼宮ハルヒのモノマネで歌うことがある。同人声優としても活動している。
Re:（れ）
女性のような声で女性ボーカル曲を歌い上げる。
のど飴
シャウトの多い歌い方を多用する。
A姉
お姉さんっぽい声。
yonji
白石稔の演じるキャラクターのモノマネをよく使用する。受験生にもかかわらず歌をニコニコに投稿し続けた結果、受験に失敗。現在浪人中だが、まだ投稿し続けており彼の投稿した動画には「勉強しろ」というコメントが絶えない。
社長
独特の美声から「社長クオリティ」と称される。アカペラを学生時代にやっていたこともあり。ニコニコ動画では替え歌や歌詞の無い曲に歌詞を付けたりして歌うことが多い。（いい意味で）よく馬鹿にされる。
サリヤ人
透明感のある歌声でバラードなどを歌いこなす。
ゼブラ
ビブラートはゼブラートと呼ばれる。音MAD職人でもある。
ガゼル
サリヤ人同様、声に透明感があり、かなりの高音が出せる。ロリ声である。
当日に急遽参加が決定したため、ソロでは「聖少女領域」、全体では「天使のしっぽ」などに参加。また、最後のガヤに「ガゼルです」等の本人らしき声が確認できる。
発売前に、公式特設サイトにてガゼルの名前が含まれたジャケットが一時公開されたが、その後別のものに差し替えられ最終的なジャケット等にはクレジットされていない。また、歌詞カードにある歌い手一覧の最後尾には名前が表記されている。

## 楽曲構成
| 曲順 | 楽曲名                               | オリジナルアーティスト                                                              | 作詞         | 作曲                  | 出典                                                      |
| 1    | 天使のしっぽ                         | P.E.T.S.                                                                            | 六月十三     | 宮島律子              | アニメ『おとぎストーリー 天使のしっぽ』OP                 |
| 2    | スケッチスイッチ                     | 阿澄佳奈 水橋かおり 新谷良子 後藤邑子                                               | 秋乃零斗     | 前澤寛之              | アニメ『ひだまりスケッチ』OP                              |
| 3    | ギャラクシー★Bang!Bang!              | エンジェル隊                                                                        | 田辺智沙     | 和泉一弥              | アニメ『ギャラクシーエンジェル』OP                        |
| 3    | 夢見たい★エンジェル隊                | エンジェル隊                                                                        | 田辺智沙     | 平間あきひこ          | アニメ『ギャラクシーエンジェル』OP                        |
| 4    | 宇宙で恋は☆るるんルーン              | ルーンエンジェル隊                                                                  | 畑亜貴       | 太田雅友              | アニメ『ギャラクシーエンジェる〜ん』OP                    |
| 5    | YOU                                  | YURIA                                                                               | AlAi         | アッチョリケ          | アニメ『SHUFFLE!』OP                                      |
| 6    | サクラサクミライコイユメ             | yozuca*                                                                             | tororo       | tororo                | アニメ『D.C. 〜ダ・カーポ〜』OP                           |
| 7    | サクライロノキセツ                   | yozuca*                                                                             | tororo       | tororo                | アニメ『D.C.S.S. 〜ダ・カーポ セカンドシーズン〜』OP      |
| 8    | ダ・カーポII 〜あさきゆめみし君と〜  | yozuca*                                                                             | tororo       | tororo                | ゲーム『D.C.II 〜ダ・カーポII〜』OP                       |
| 9    | Fragment 〜The heat haze of summer〜 | KAMIN                                                                               | tororo       | tororo                | ゲーム『水夏』OP                                          |
| 10   | LOVE A RIDDLE                        | KOTOKO                                                                              | KOTOKO       | 高瀬一矢              | アニメ『おねがい☆ティーチャー』最終回ED                   |
| 11   | Shooting Star                        | KOTOKO                                                                              | KOTOKO       | 折戸伸治              | アニメ『おねがい☆ティーチャー』OP                         |
| 12   | Second Flight                        | KOTOKO 佐藤裕美                                                                     | KOTOKO       | 高瀬一矢              | アニメ『おねがい☆ツインズ』OP                             |
| 13   | はぁ〜い!はぁ〜い!はぁ〜い!          | ぴたぴたエンジェル♪A                                                                | 田辺智沙     | ゆうまお              | ラジオ『ぴたぴたエンジェル♪A』後期OP                      |
| 14   | ラブスレイブ                         | UNDER17                                                                             | 桃井はるこ   | 桃井はるこ            | アニメ『DearS』OP                                         |
| 15   | ray of sunshine                      | 新谷良子                                                                            | 桃井はるこ   | 桃井はるこ            | 3rdシングル                                               |
| 16   | 空耳ケーキ                           | Oranges & Lemons                                                                    | 畑亜貴       | 伊藤真澄              | アニメ『あずまんが大王』OP                                |
| 17   | 聖少女領域                           | ALI PROJECT                                                                         | 宝野アリカ   | 片倉三起也            | アニメ『ローゼンメイデン・トロイメント』OP                |
| 18   | かおりんのテーマ-完全版-             | 白石みのる                                                                          | 白石みのる   | 白石みのる            | アニメ『らき☆すた』第18話ED                               |
| 19   | マブラヴ                             | 栗林みな実                                                                          | 江幡育子     | SAGE KOIZUMI          | ゲーム『マブラヴ』OP                                      |
| 20   | Rumbling hearts                      | 栗林みな実                                                                          | 栗林みな実   | 清水永之              | ゲーム『君が望む永遠』OP                                  |
| 21   | Precious Memories                    | 栗林みな実                                                                          | 栗林みな実   | 栗林みな実            | アニメ『君が望む永遠』OP                                  |
| 22   | 翼はPleasure Line                    | 栗林みな実                                                                          | 畑亜貴       | 上松範康              | アニメ『クロノクルセイド』OP                              |
| 23   | 冒険でしょでしょ?                    | 平野綾                                                                              | 畑亜貴       | 冨田暁子              | アニメ『涼宮ハルヒの憂鬱』OP                              |
| 24   | 最強パレパレード                     | 平野綾 茅原実里 後藤邑子                                                            | 畑亜貴       | 田代智一              | ラジオ『涼宮ハルヒの憂鬱 SOS団ラジオ支部』OP              |
| 25   | 雪、無音、窓辺にて。                 | 長門有希（茅原実里）                                                                | 畑亜貴       | 田代智一              | アニメ『涼宮ハルヒの憂鬱』キャラクターソング              |
| 26   | 鋼の救世主                           | JAM Project                                                                         | 影山ヒロノブ | 千沢仁                | ゲーム『スーパーロボット大戦α外伝』OP                     |
| 27   | 嘆きのロザリオ                       | JAM Project                                                                         | 影山ヒロノブ | 影山ヒロノブ 須藤賢一 | アニメ『超重神グラヴィオン』OP                            |
| 28   | VICTORY                              | JAM Project                                                                         | 影山ヒロノブ | 河野陽吾              | ゲーム『スーパーロボット大戦MX』OP                        |
| 29   | GONG                                 | JAM Project                                                                         | 影山ヒロノブ | 河野陽吾 影山ヒロノブ | ゲーム『第3次スーパーロボット大戦α 終焉の銀河へ』OP       |
| 30   | Break Out                            | JAM Project                                                                         | 影山ヒロノブ | 影山ヒロノブ          | ゲーム『スーパーロボット大戦OG -ディバイン・ウォーズ-』OP |
| 31   | SKILL                                | JAM Project                                                                         | 影山ヒロノブ | 須藤賢一              | ゲーム『第2次スーパーロボット大戦α』OP                    |
| 32   | もってけ!セーラーふく                | 泉こなた（平野綾） 柊かがみ（加藤英美里） 柊つかさ（福原香織） 高良みゆき（遠藤綾） | 畑亜貴       | 神前暁                | アニメ『らき☆すた』OP                                     |
| 33   | ハレ晴レユカイ                       | 平野綾 茅原実里 後藤邑子                                                            | 畑亜貴       | 田代智一              | アニメ『涼宮ハルヒの憂鬱』第1期ED                         |
| 34   | Ending                               |                                                                                     |              |                       |                                                           |

凡例：
OP＝オープニング
ED＝エンディング

## シングル収録曲
CDシングル
1. ランティス組曲 feat. Nico Nico Artists（20:12）
編曲：上松範康、菊田大介
2. ランティス組曲 feat. Nico Nico Artists（off vocal）（20:12）

## クレジット
- 斎藤滋（Producer）Lantis
- 齋藤光二（Producer）Dwango
- 白井康裕（Engineer）
- 飯室博（Guitar）
- 横関敦（Guitar）
- 大先生室屋Strings（Strings）
- Magic Garden（Studio）
- SOUND INN（Studio）
- 小島冬樹（Design Engineer）Lantis
- Planet link（Artdirection/Design）
- 甲斐顕一（Dwango Music Publishing）Business Affairs
- 松村起代子（Promotion in chief）
- 鈴木めぐみ（Promotion leader）
- 岩下由希恵（Promotion）Lantis
- 渡邊泰仁（Promotion）Lantis
- 杉谷恵美（Sales promotion）Lantis
- 山崎彩（A&R desk）Lantis
- 濱田邦子（A&R desk）Lantis
- 臼倉竜太郎（Assistant）Lantis
- 上村佳也（Assistant）Lantis
- 中山真斗（Thanks）Elements Garden
- 時報のほー☆りー
- 伊部利己豚麿呂
- miscastd
- みやまっちょ
- ぐらっちぇ
- くまちゃん2才
- 伊藤善之（Supervisor）dwango
- 太田豊紀（Supervisor）dwango
- 井上俊次（Executive producer）Lantis

### ユニットメンバー
1. ↑  田中理恵、野川さくら、仁後真耶子、氷上恭子、ゆかな、川澄綾子、千葉紗子、小林晃子、大沢千秋、平野綾、長谷川静香、清水芽衣
2. ↑  田村ゆかり、新谷良子